# Poslovnik Hrvatskoga sabora
Poslovnik Hrvatskoga sabora je akt utemeljen na Ustavu Republike Hrvatske, a njime se propisuje postupak donošenja saborskih akata, unutarnje ustrojstvo i način rada Hrvatskoga sabora. Aktualni Poslovnik donesen je na sjednici Hrvatskoga sabora 28. lipnja 2013. godine, koji je između ostalog prilagođen obavljanju i europskih poslova s obzirom na članstvo Republike Hrvatske u Europskoj uniji. 
Poslovnikom uređuje se:
- konstituiranje Sabora, početak obnašanja zastupničke dužnosti, mirovanje i prestanak mandata zastupnika,
- ostvarivanje prava i dužnosti zastupnika u Saboru,
- prava i dužnosti predsjednika i potpredsjednika Sabora,
- prava i dužnosti te način rada Predsjedništva Sabora,
- djelokrug, sastav i način rada radnih tijela Sabora,
- odnosi Sabora i predsjednika Republike Hrvatske,
- odnosi Sabora i Vlade Republike Hrvatske,
- djelovanje Sabora u europskim poslovima,
- postupak donošenja akata i rasprave o pojedinim pitanjima iz djelokruga Sabora,
- postupak izbora i imenovanja, razrješenja i opoziva u Saboru,
- rad na sjednicama Sabora,
- javnost u radu Sabora,
- obavljanje stručnih, administrativnih, tehničkih i drugih poslova za potrebe Sabora i vođenje tih poslova,
- rad Sabora u doba ratnog stanja ili neposredne ugroženosti neovisnosti i jedinstvenosti Republike Hrvatske te velikih prirodnih nepogoda.[1]

## Povijest
Prvi poslovnik hrvatskoga parlamenta donesen je 1861. godine na sjednici Sabora Kraljevine Hrvatske, Slavonije i Dalmacije. U 96 članaka tim se aktom prvi put odredio unutarnji ustroj i način rada Sabora. Ovaj Poslovnik je doživio manje izmjene 1868. i 1869. godine.
Sabor je 1875. godine izglasao novi i kraći poslovnik kojim je utemeljio stalna radna tijela poput Odbora za pravosudje, Odbora za bogoštovlje i nauku, Odbora za zemaljski proračun, Odbora za poslove unutarnje zemaljske uprave i drugi.
Među zanimljivostima iz ovoga Poslovnika su npr. i ove odredbe: glasovanje za ili protiv provodilo se tako da zastupnik ustane ili ostane sjediti; zastupnici nisu smjeli čitati govore; posjetitelji sjednica morali su imati ulaznice za sjedenje na galeriji, među posjetiteljima su bila rezervirana mjesta za novinare-izvjestitelje.
Iako su poslovničke odredbe mijenjane u skladu s duhom vremena, Poslovnikom iz 1875. godine definirane su neke odredbe koje vrijede i danas poput odredbi o poimeničnom glasovanju, interpelaciji, opomenama zastupnicima koji se u raspravi udalje od teme, a zadržano je i načelo zakonodavne procedure koja je i tada predviđala tri čitanja prijedloga zakona, te prethodno mišljenje radnih tijela.
U razdoblju do 1918. godine Poslovnik je doživio manje izmjene 1885., 1892. i 1896. godine kada su dodana nova radna tijela, te institut "suzdržan" u glasovanju.
Poslovnici su kroz povijest u pravilu slijedili promjene državnog poretka, pa je tako godinu dana nakon Poslovnika Ustavotvornog sabora Narodne Republike Hrvatske 1946. godine donesen Poslovnik Narodne Republike Hrvatske, a nakon izmjena 1951., 1954., i 1958. godine, od 1965. godine na snazi je Poslovnik Sabora Socijalističke Republike Hrvatske kojim se konstituira parlament s pet domova.
Druga značajna promjena dogodila se 1976. godine kada se uspostavlja trodomni parlament. Taj se Poslovnik mijenja tek 1990. godine proglašenjem samostalnosti Republike Hrvatske kada se Ustavom uspostavlja dvodomni parlament kojeg čine Zastupnički i Županijski dom. Dva odvojena poslovnika Zastupničkog i Županijskog doma uspostavljena 1993. godine važila su do 2001. godine kada se uvodi jednodomni parlament, a na snagu stupa Poslovnik Hrvatskoga sabora koji je bio na snazi do sredine 2013. godine.

## Poveznice
- Hrvatski sabor
- Ustav Republike Hrvatske
- Zakonodavni postupak u Republici Hrvatskoj